# Лондонская национальная галерея
Лондонская национальная галерея (англ. The National Gallery) — музей в Лондоне на Трафальгарской площади, содержащий более 2000 образцов западноевропейской живописи XIII — начала XX века. Картины в галерее экспонируются в хронологическом порядке.

## История галереи
Галерея была открыта 9 апреля 1839 года. Иногда датой основания считают май 1824 года, когда у наследников банкира Джона Джулиуса Ангерштейна была приобретена его коллекция из 38 картин, которая послужила ядром будущей галереи. В 1824 году правительство решило приобрести эту коллекцию: пять пейзажей Клода Лоррена, полотно Себастьяно дель Пьомбо «Воскрешение Лазаря», картины «Венера и Адонис» Тициана, «Похищение сабинянок» Рубенса, хогартовскую серию «Модный брак», портрет адмирала Хитфилда кисти Рейнольдса и «Деревенский праздник» Дейвида Уилки.
Вначале картины выставляли на улице Пэлл-Мэлл в доме № 100 в помещениях Академии художеств. 2 апреля 1824 парламент постановил выделить 57 тысяч фунтов стерлингов вместе с 3 тысячами фунтов на нужды галереи на первых порах. Затем Джордж Хоулэнд Бомонт, британский меценат и живописец-любитель, сыгравший важную роль в создании Лондонской национальной галереи, пополнил коллекцию новыми картинами, среди которых были «Дом каменотеса» Каналетто, «Орест и Пилад» Уэста, «Слепой скрипач» Уилки, «Пейзаж с замком Стен» Рубенса. Число картин достигло 54.
В 1831 году галерея пополнилась большим числом картин, завещанных коллекционером Холуэлл-Карром («Святой Георгий» Тинторетто, «Святое семейство» Тициана, «Святое семейство» Андреа дель Сарто, «Купающаяся в ручье женщина» Рембрандта). В 1831 году в галерее насчитывалось 105 картин.
Рост количества экспонатов вызвал необходимость в обеспечении соответствующего помещения. В 1831 году началась постройка здания по проекту архитектора Уильяма Уилкинса на северной стороне Трафальгарской площади. В 1838 году галерея была торжественно открыта для публики.
В 1836 году был издан первый каталог всего собрания в двух томах, в которых были даны гравированные воспроизведения всех 114 картин с подробным описанием каждой из них.
В 1838 году по завещанию лорда Фарнборо галерея пополнилась такими картинами, как «Вечер» Рубенса, «Пейзаж с закатом солнца», «Водопой», «Телега, едущая на рынок» Гейнсборо, «Хлебное поле» Констебла.
В 1841 году было приобретено первое произведение ранненидерландской живописи: «Портрет четы Арнольфини» Яна ван Эйка. В 1843 году хранителем галереи был назначен Чарльз Локк Истлейк, впоследствии ставший её первым директором и собравший одну из лучших в мире коллекций живописи итальянского Проторенессанса и Возрождения.
В 1847 году Роберт Верон подарил галерее 156 картин английских художников. В 1851 после смерти Джозефа Маллорда Уильяма Тёрнера по завещанию художника в фонд музея перешло 300 его картин и 19 тысяч рисунков и акварелей. В 1857 приобретена коллекция Ломбарди-Бальди (картины Дуччо, Маргарито из Ареццо, Паоло Уччелло). В 1860 году были приобретены десять разрозненных панелей полиптиха хорватского художника падуанской школы Джорджо Скьявоне из церкви Святого Николая в Падуе. В том же году Истлейк приобрёл в Париже коллекцию Эдмона Бокузена, включавшую в числе прочего «Читающую Магдалину» Рогира ван дер Вейдена и два портрета работы Робера Кампена.
В 1869 году галерея получила пять новых залов.
В 1874 году сэр Фредерик Уильям Бёртон получил назначение на пост директора Лондонской национальной галереи, сменив сэра Уильяма Боксолла. В июне 1874 года он получил специальный грант на приобретение художественной коллекции Александра Баркера, которая включала картины Пьеро делла Франчески и «Венеру и Марса» Боттичелли. В 1876 году галерея пополнилась 94 картинами от Уинна Эллиса — преимущественно произведениями голландских художников, а также работами Поллайоло, Дирка Баутса и Каналетто. В этом же году добавилась пристройка к галерее Барри в восточном крыле. В 1884 куплены «Мадонна Ансидеи» Рафаэля и «Конный портрет Карла I» Ван Дейка. Затем последовали «Послы» Ганса Гольбейна-младшего и «Дон Адриан Пулидо Пареха» Диего Веласкеса (впоследствии приписана помощнику Веласкеса — Хуану Баутиста Мартинесу дель Масо).
В 2013 году годовой поток посетителей галереи впервые превысил 6 миллионов человек. В этот период её возглавлял Николас Пенни, при котором была проведена самая успешная выставка в истории музея — «Леонардо да Винчи, живописец при дворе в Милане», — а также ряд крупных выставок таких художников, как Веронезе, Рембрандт и др. В 2014 году Николас Пенни накануне своего 65-летия, после шести лет работы на должности директора Национальной галереи объявил, что покидает этот пост. По словам Марка Гетти, председателя совета попечителей галереи, Пенни «был чрезвычайно успешным директором… Под его руководством были приобретены, совместно с Национальной галереей Шотландии, два великих полотна Тициана — „Диана и Актеон“ и „Диана и Каллисто“».
В 2015 году на пост директора заступил 49-летний Габриэль Финальди. Британский гражданин, уроженец Лондона, он начал работать с Национальной галереей в 1995 году; под его кураторством здесь прошли выставки «Испанский натюрморт: от Веласкеса до Гойи» (1995), «Открытие итальянского барокко» (1997), «В поиске спасителя: образ Иисуса Христа» (2000) и др. С 2002 года Финальди работал в мадридском музее Прадо.
14 октября 2022 года в музее был совершён акт вандализма, когда две активистки движения Just Stop Oil облили «Подсолнухи» Ван Гога томатным супом Heinz. Полотно не пострадало, так как было закрыто антивандальным стеклом.

## Галерея

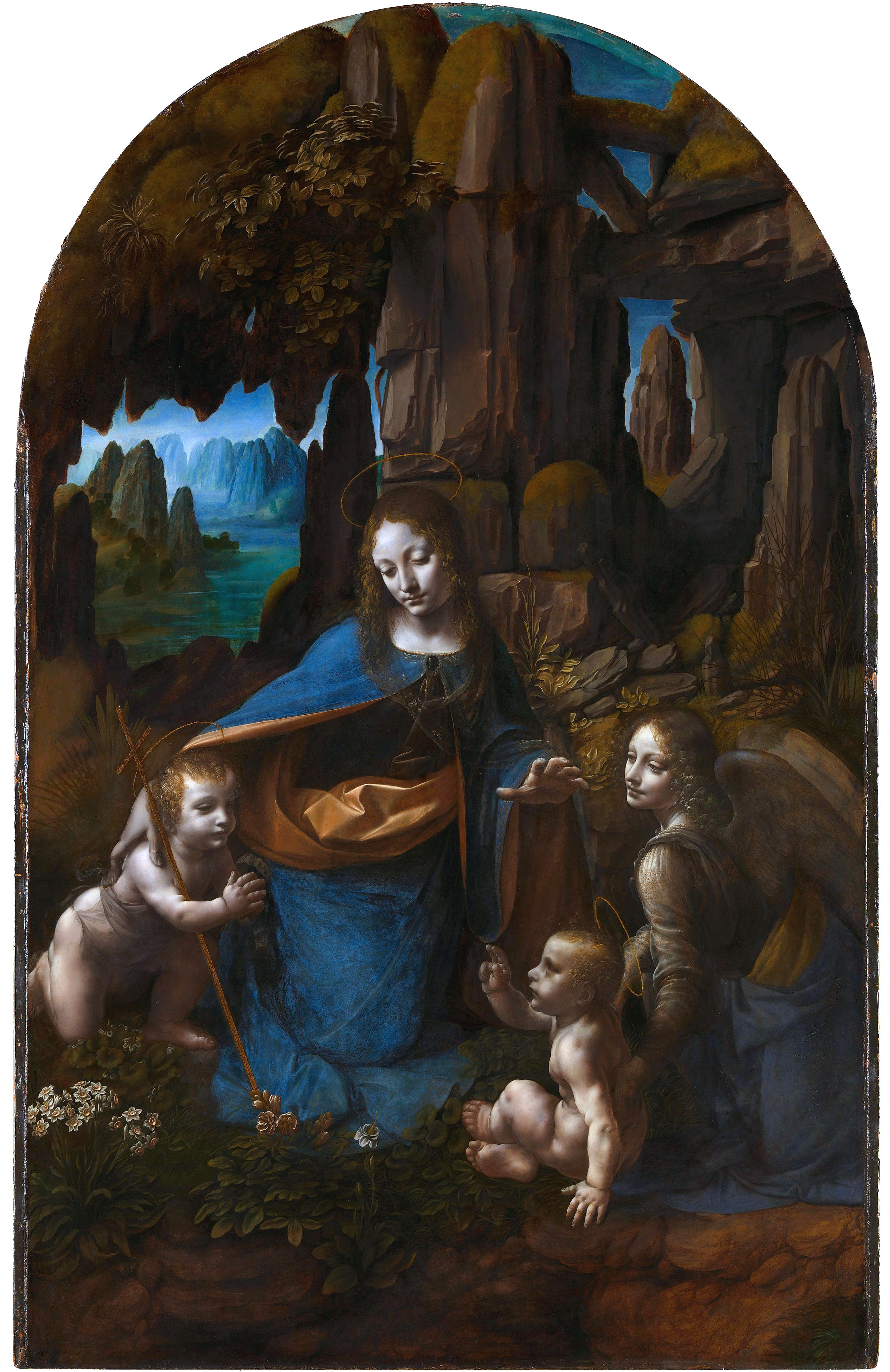
Леонардо да Винчи. «Мадонна в скалах»
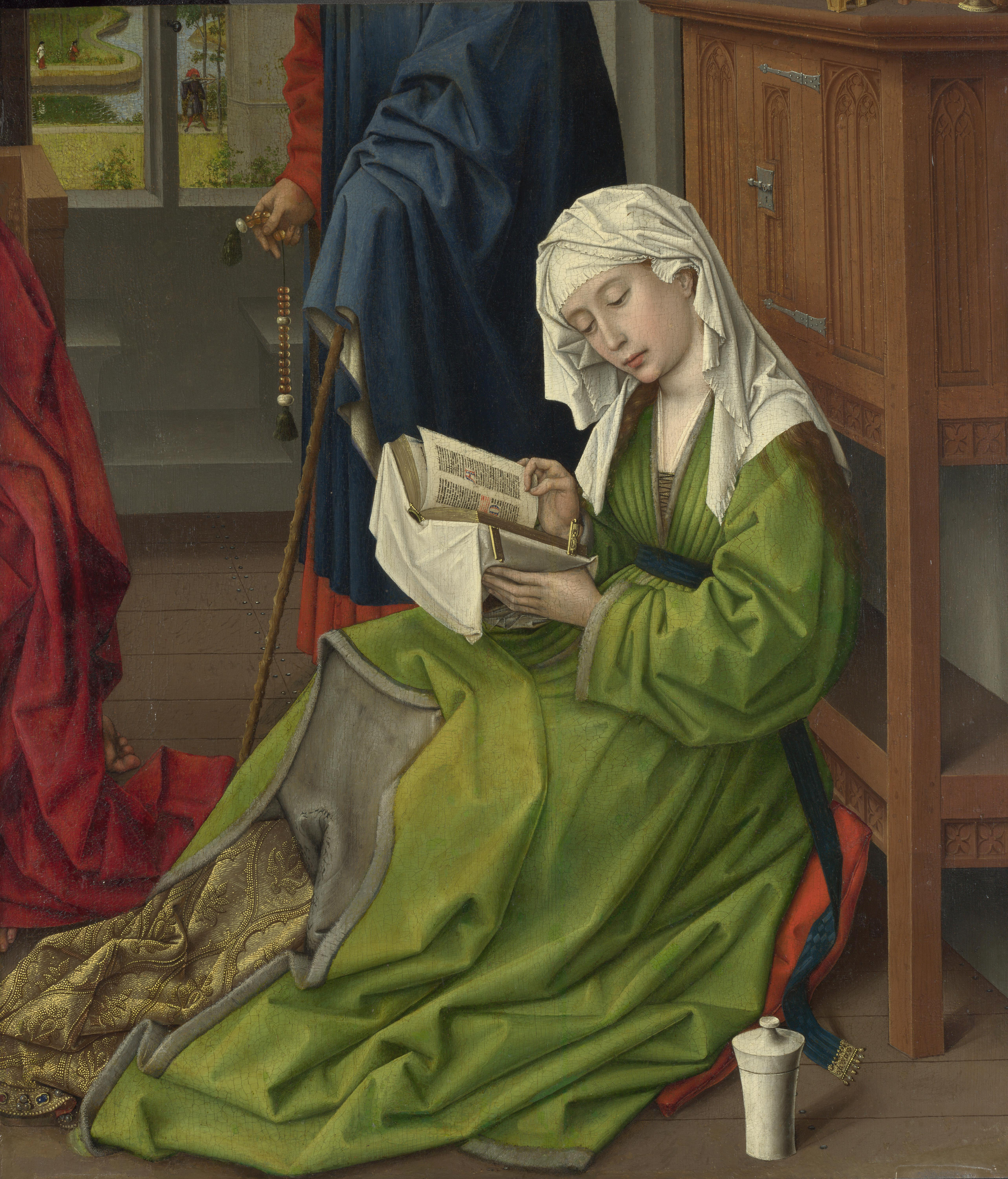
Рогир ван дер Вейден. «Читающая Магдалина»
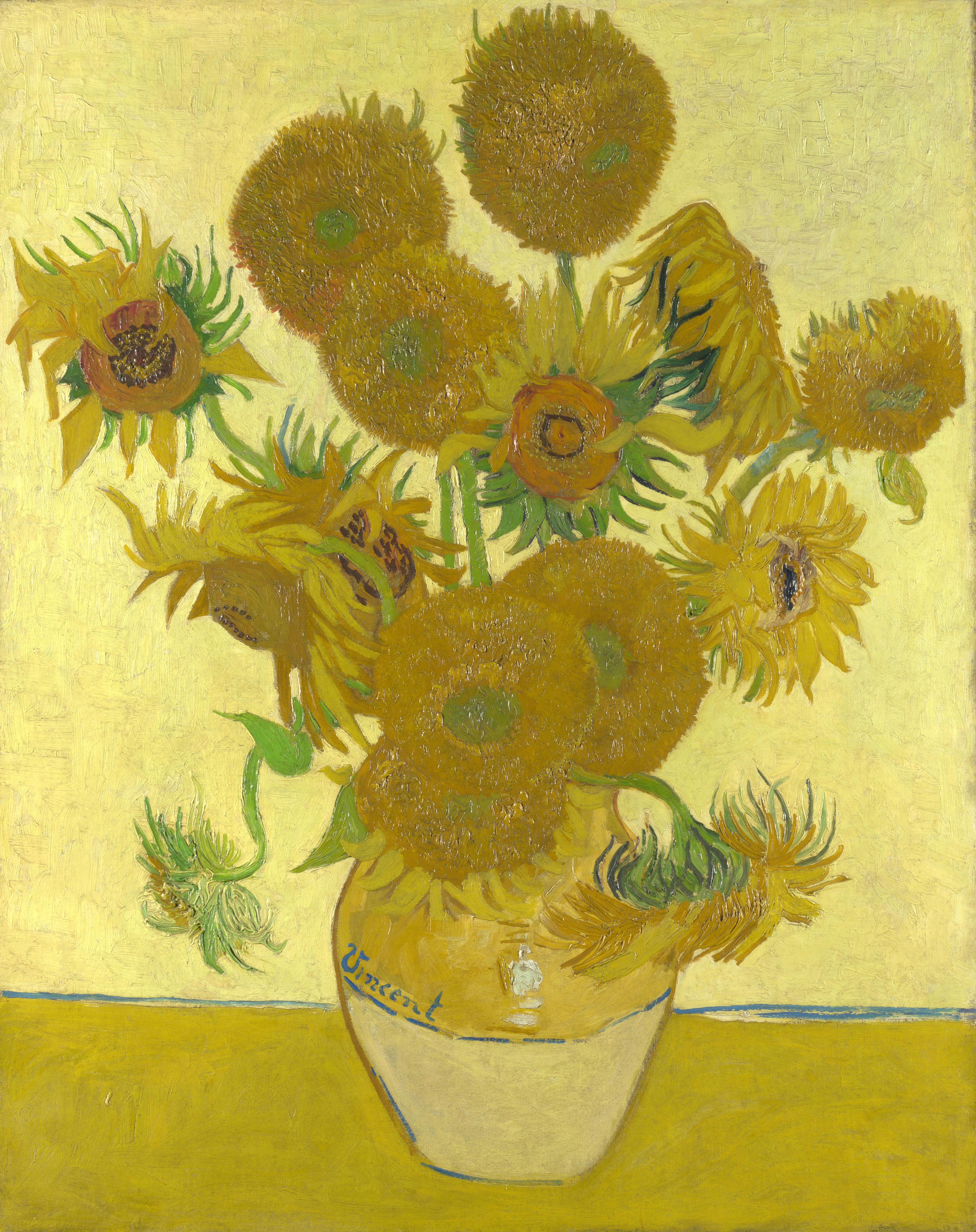
Винсент ван Гог. «Подсолнухи»
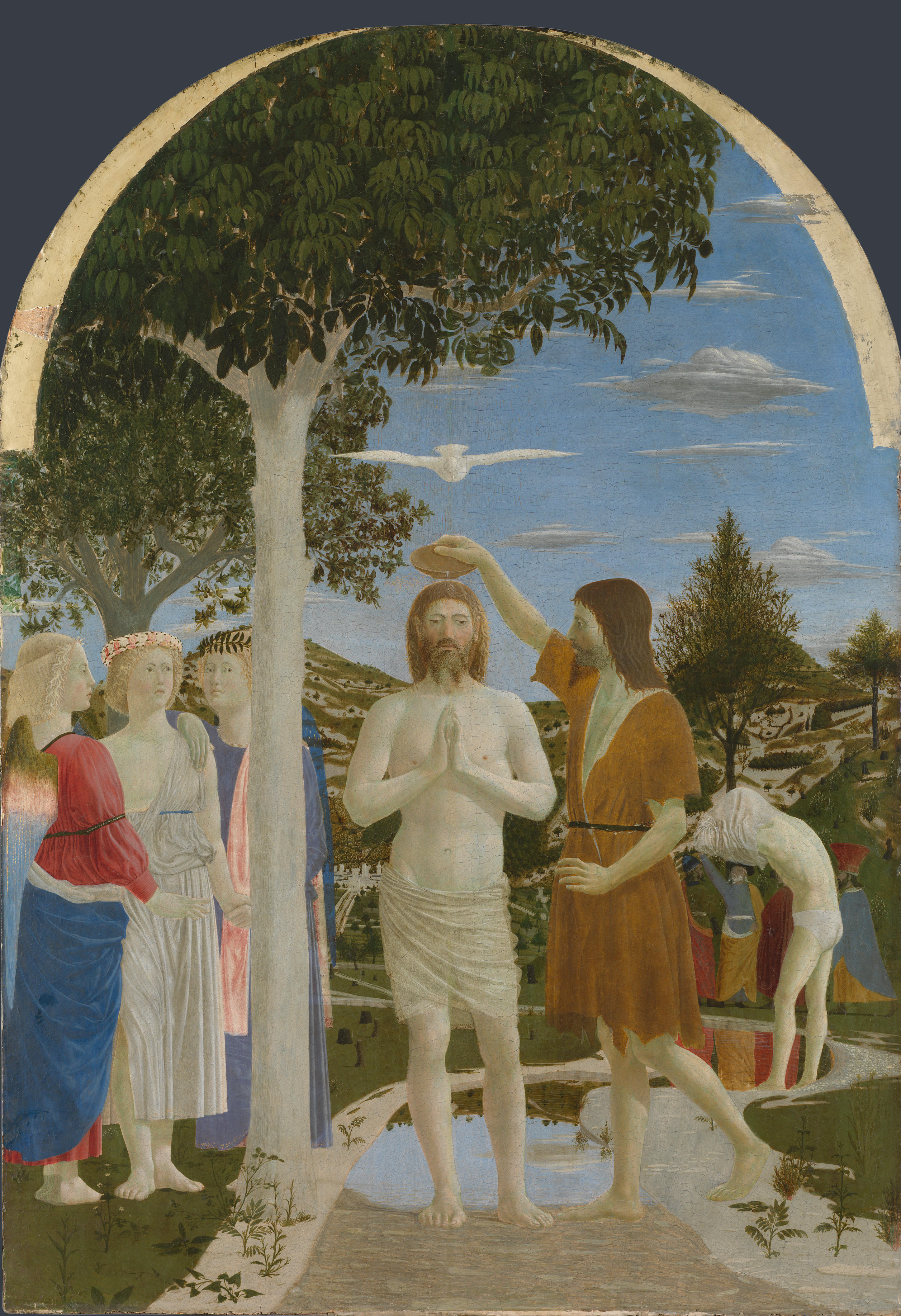
Пьеро делла Франческа. «Крещение Христа»
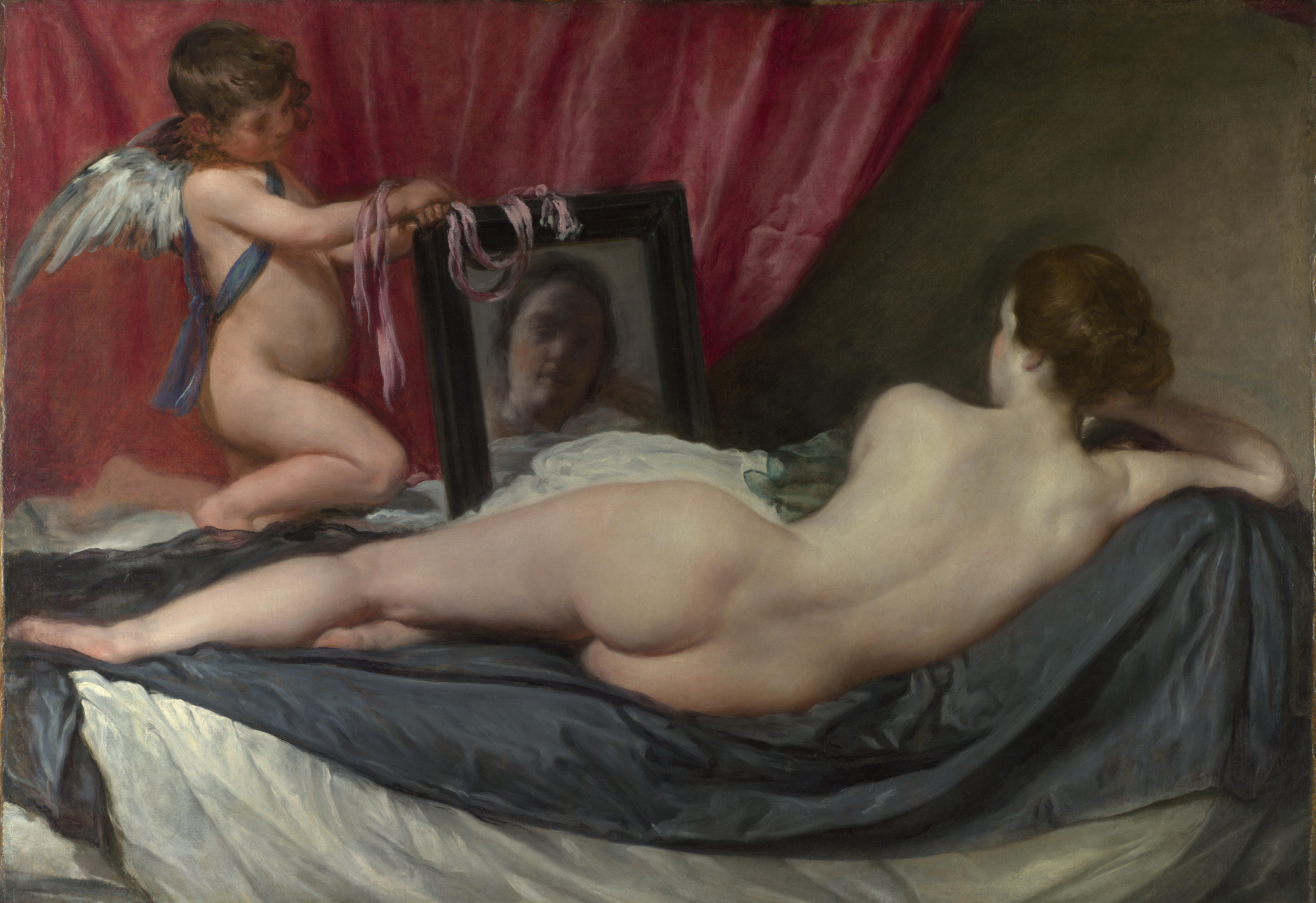
Диего Веласкес. «Венера с зеркалом»
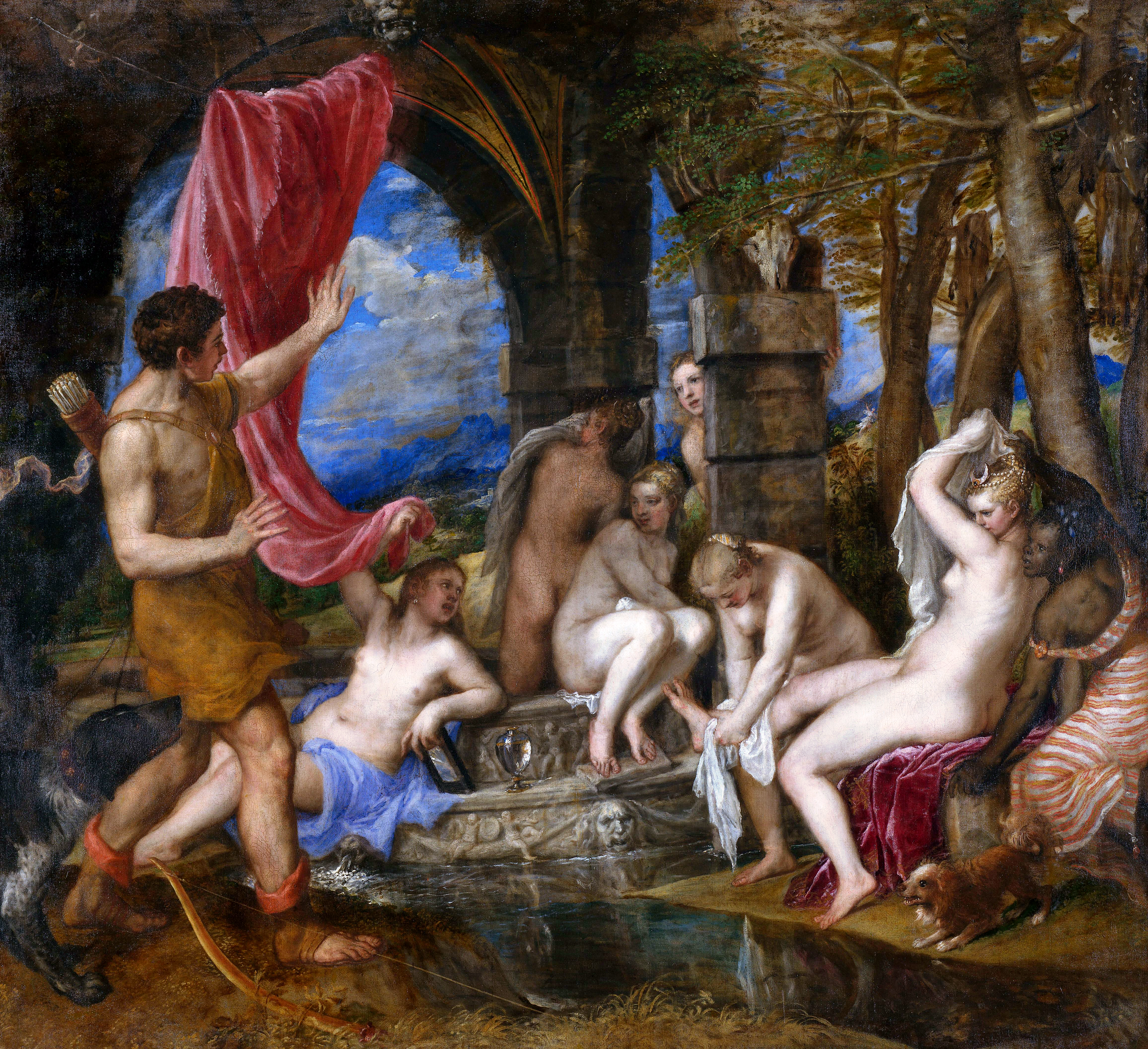
Тициан. «Диана и Актеон»
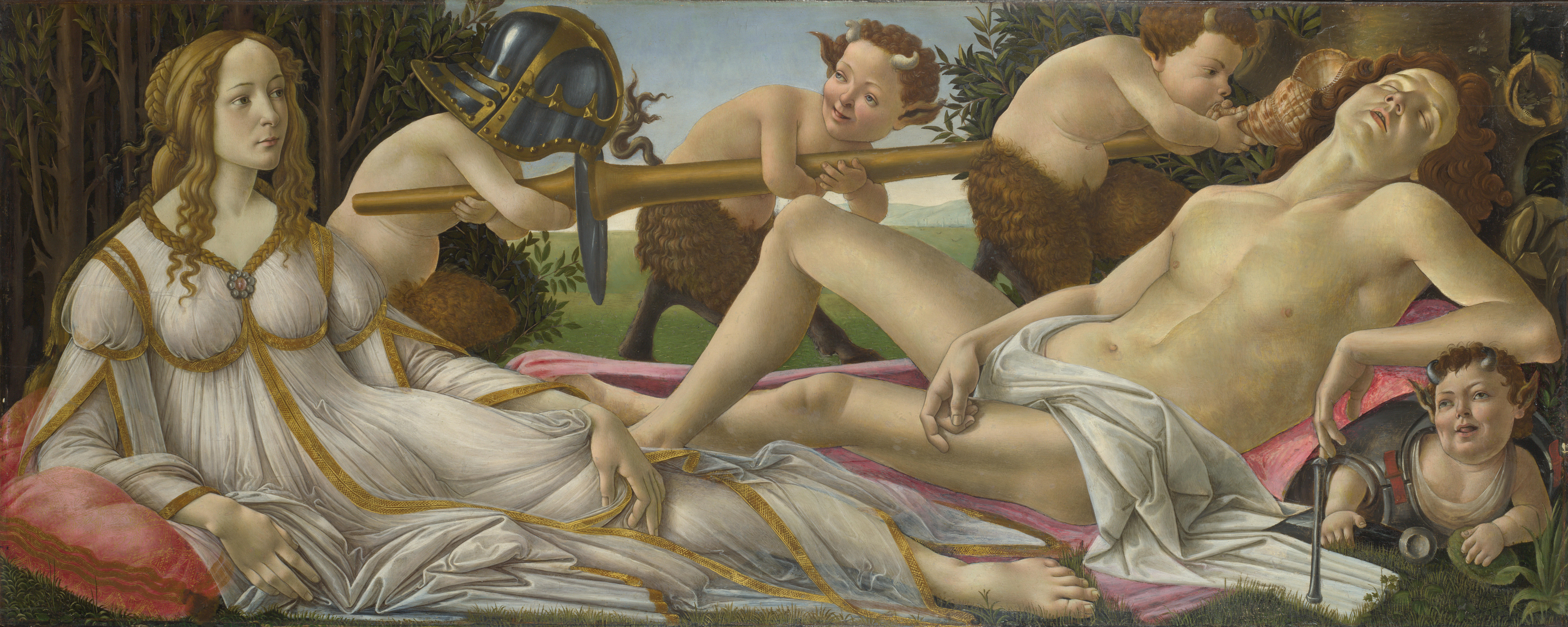
Сандро Боттичелли. «Венера и Марс»
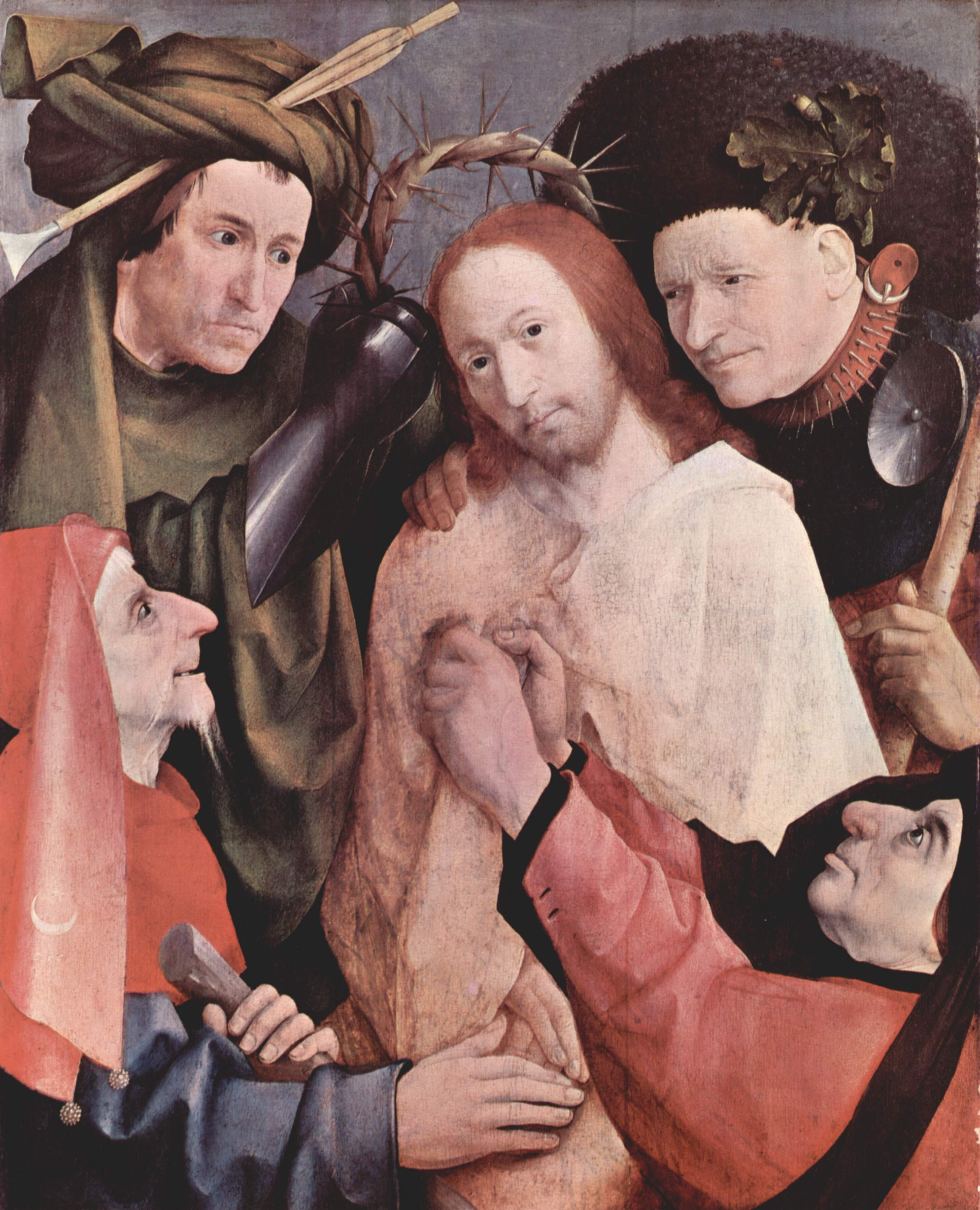
Иероним Босх. «Увенчание терновым венцом»
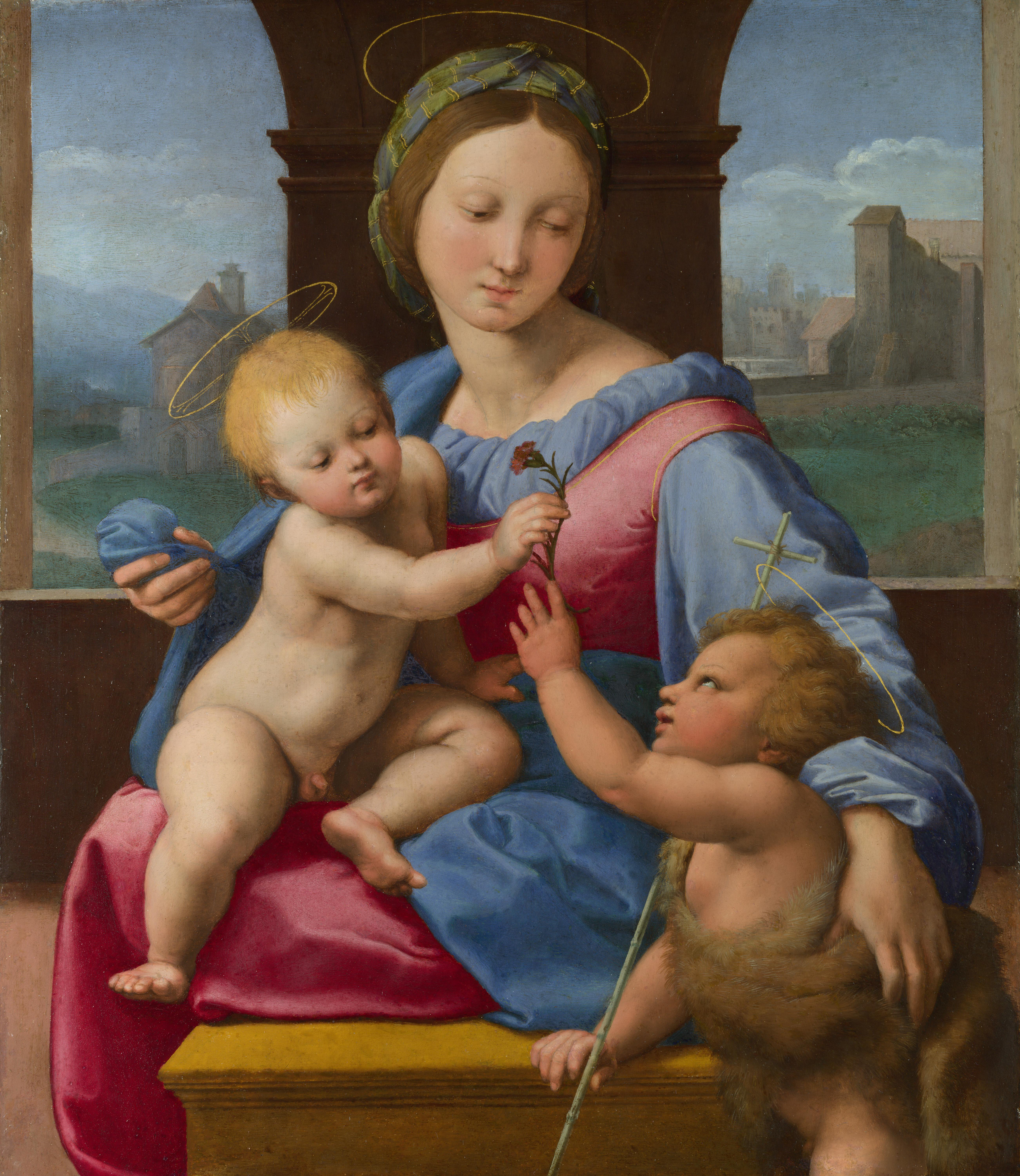
Рафаэль Санти. «Мадонна Альдобрандини»
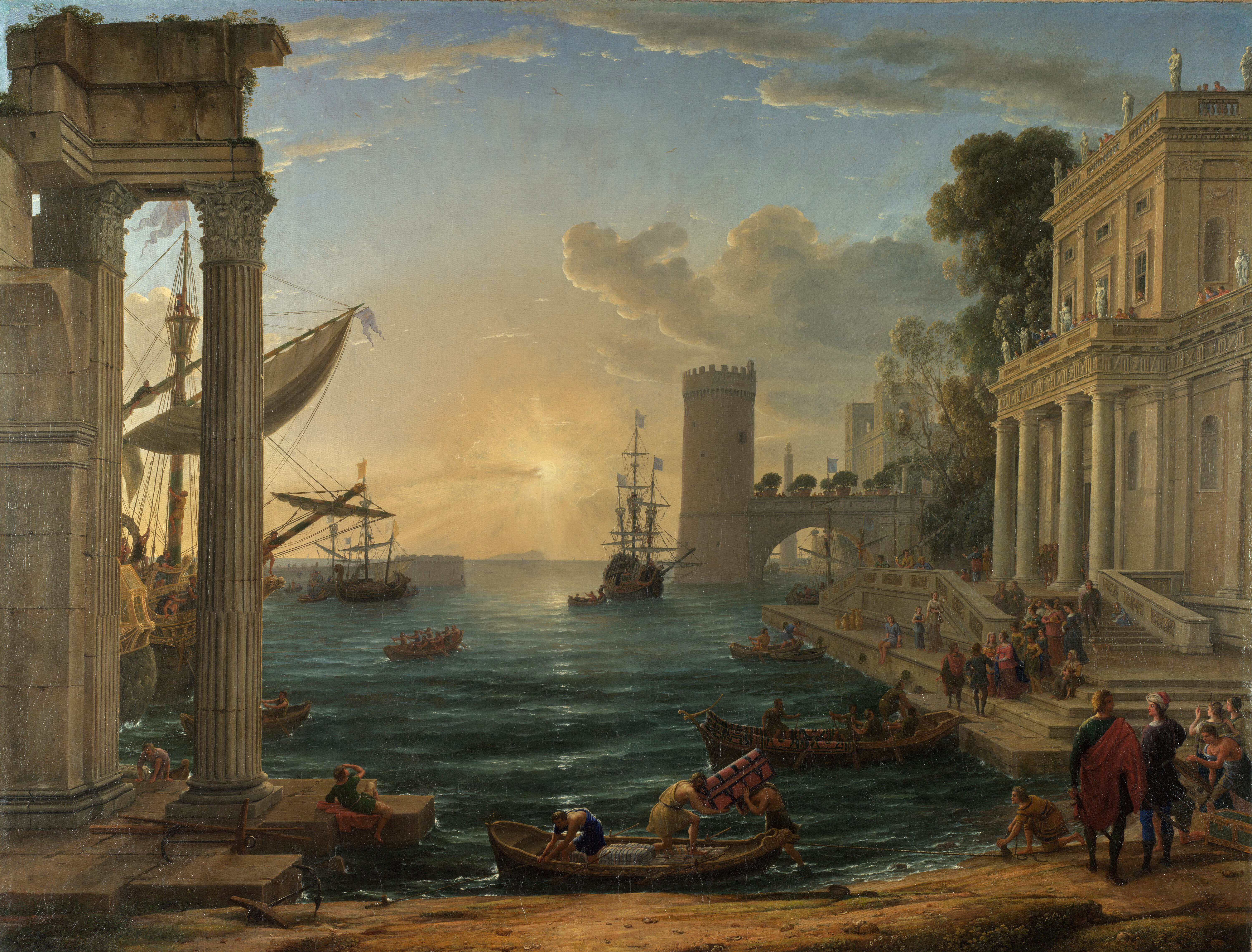
Клод Лоррен. «Отплытие царицы Савской»
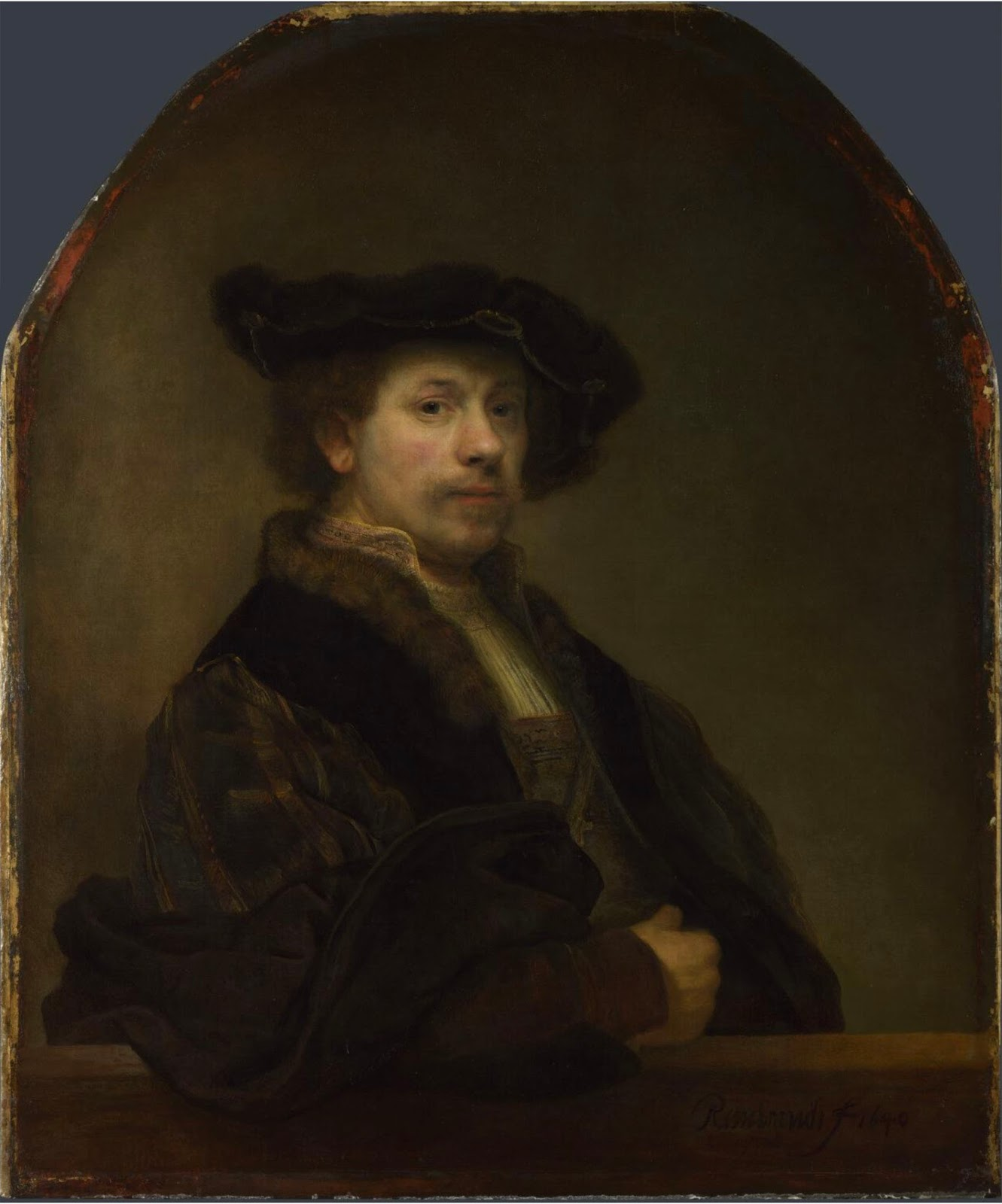
Рембрандт. «Автопортрет Рембрандта»
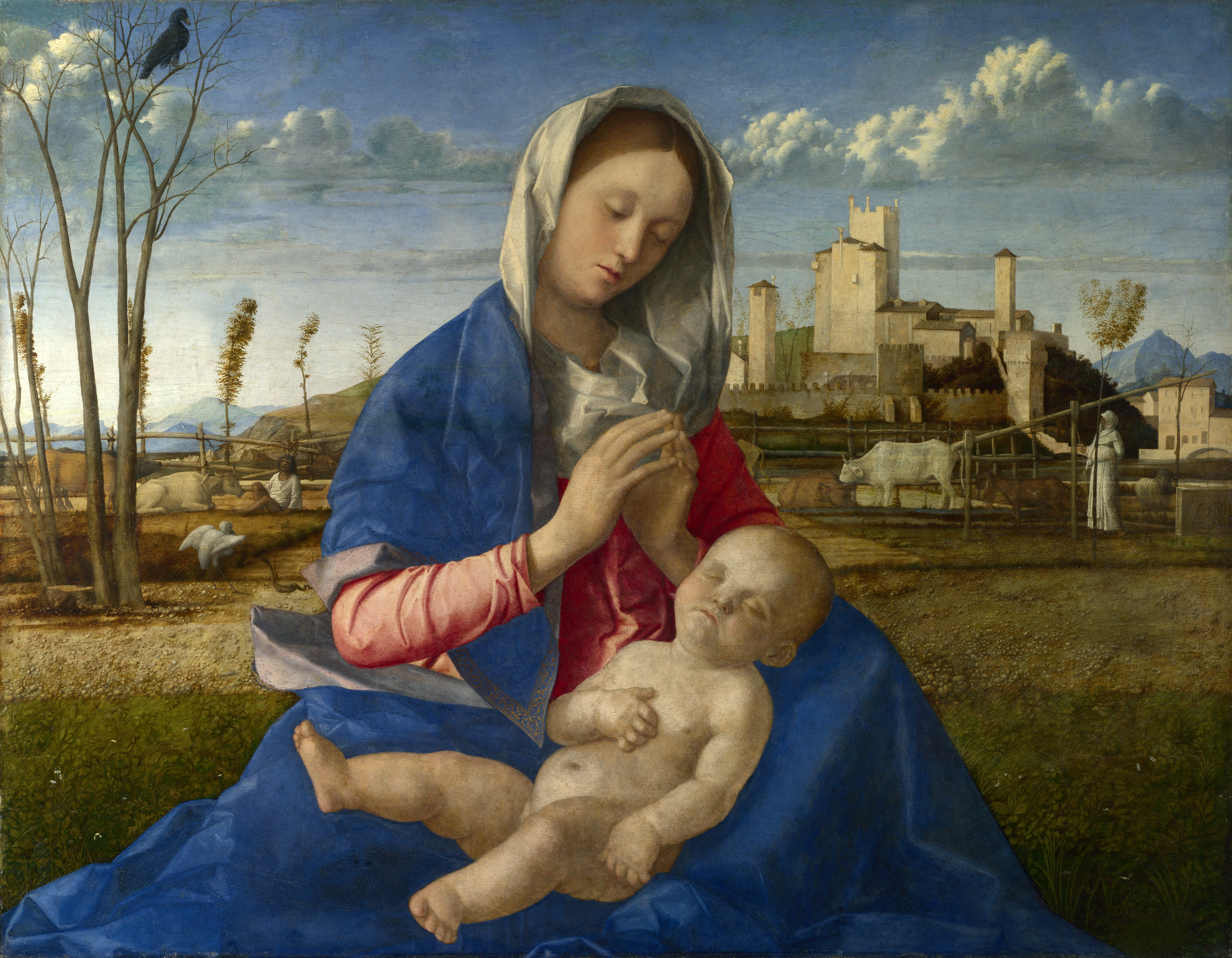
Джованни Беллини. «Мадонна на лугу»